# 费利扎诺
费利扎诺（義大利語：Felizzano），是意大利亚历山德里亚省的一个市镇。总面积25.18平方公里，人口2459人，人口密度97.7人/平方公里（2009年）。ISTAT代码为006068。